# Cinnyris pulchellus
El suimanga colilargo (Cinnyris pulchellus) es una especie de ave paseriforme de la familia Nectariniidae propia del África subsahariano.

## Descripción
Son aves paseriformes muy pequeñas que se alimentan abundantemente de néctar, aunque también atrapan insectos, especialmente cuando alimentan sus crías. El vuelo con sus alas cortas es rápido y directo.
Uno o dos huevos son depositados en un nido suspendido en un árbol. Son pequeñas de tamaño, con solo 10 cm de largo, a pesar de la larga cola del macho reproductor que suma otros 5 cm. Tienen un pico delgado de longitud media, curvado hacia abajo con la punta tubular, que se adaptan a su alimentación  de néctar.
El macho adulto es de color verde brillante con una banda en el pecho amarillo y rojo. Tiene la cola larga. La hembra es de color marrón verdoso por encima y amarillo por debajo.
Esta especie se encuentra en una variedad de hábitats abiertos con algunos árboles, incluyendo sabanas y jardines de hospedaje.

## Subespecies
Comprende las siguientes subespecies:
- Cinnyris pulchella melanogastrus
- Cinnyris pulchella pulchella